# Boxer TV
 Denne artikel omhandler firmaet 'Boxer TV'. Opslagsordet har også en anden betydning, se Boxer.
Boxer TV er et firma, der siden 1. februar 2009 har udbudt betalingsbaserede TV-kanaler i Danmark via det jordbaserede digital-tv-sendenet (DTT). Boxer TV var indtil 2017 et datterselskab af det svenske Boxer TV Access, der ejes af Teracom Group. I december 2016 opkøbte SE-Koncernen Boxer TV, hvilet blev godkendt af myndighederne i oktober 2017. SE-Koncernen ejer herefter både Stofa og Boxer TV.
I oktober 2021 skiftede Boxer TV navn til Norlys TV i forlængelse af, at selskaberne SE a.m.b.a og Eniig a.m.b.a. fusionerede og dannede andelsselskabet Norlys.

## Baggrund
Boxer TV vandt retten til at sende digitalt TV i Danmark i 2008. De konkurrerede mod Danmarks Digital TV A/S (ejet af Telenor) og Danmarks TV A/S (ejet af Modern Times Group, MTG). Handlen blev organiseret af det statslige Mediesekretariat, og i marts 2008 valgte Radio- og tv-nævnet svenske Boxer ud af de tre ansøgere. Både Telenord og MTG ejede satellitplatforme i Danmark, og siden Boxer ikke havde dette i Danmark, vandt de kontrakten . Boxer angav i deres ansøgning, at de ville benytte tre af  de fire netværk, de fik lov til at bygge til at sende 29 betalings-TV-kanaler og det fjerde netværk til at sende mobilt TV. 
Den oprindelige plan var, at Boxer ville starte med at sende den 1. november 2009, da det analoge signal blev slukket i Danmark. Det var dog muligt for Boxer at foretage en ”blød lancering” i Jylland og på det vestlige Fyn allerede den 1. februar 2009. Lanceringspakken, som hed ”Boxer Vest” bestod af TV 2 Zulu, TV 2 News, TV 2 Film, TV 2 Charlie, Kanal 4, Kanal 5, 6'eren, Discovery Channel og Animal Planet.

### Lanceringer
1. maj 2009 foretog Boxer så en blød lancering i København, hvilket blev muliggjort via den Københavnske transmitter på UHF-kanal 35, som blev brugt til at sende lokale kanaler som Kanal København. Boxer sendte de samme kanaler i København som i resten af landet, men delte frekvens med Kanal København Og spilkanalen G-TV. 
Boxer annoncerede i månederne op til den fulde lancering, at de havde indgået samarbejdsaftaler med de kanaler, der blev tilføjet i november 2009 herunder Discovery Travel & Living, CNN og Cartoon Network i februar, Disney Channel i april,, Travel Channel i maj, Disney XD, Discovery Science, MTV, VH1 og Nickelodeon i juni, Canal 9 og Canal+ i juli  samt and TV 2 Sport i august.
Den 17. august afslørede Boxer det fulde kanaludvalg. Ud over de tidligere annoncerede kanaler ville de nu også tilbyde The Voice, History, Star!, Body In Balance, TV4 Sweden, TV2 Norway og Das Erste.
Fraværet af Viasats kanaler herunder TV3, TV3+ og TV3 Puls), Eurosport, dk4, National Geographic Channel og SVT kanaler, var dengang bemærkelsesværdigt. Mange ad disse kanaler er dog blevet tilføjet senere. 
Den 15. marts 2011 fandt en kanalændring som betød, at Body In Balance og Canal+ Sport 1 blev erstattet med DK4, som havde været meget efterspurgt. Også Canal+ Hits Sport Weekend blev erstattet med Canal+ Hits. 
Den 11. januar 2012 fandt endnu en kanalændring sted, da TV2 blev en betalingskanal. I dag tilbydes kanalen i alle Boxers kanalpakker som Boxer Mini, Boxer Mix, Boxer Max, Boxer Flex8 og Boxers TV 2 Pakke. 
Siden april 2012 har Boxer også udbudt HD kanaler, og i dag tilbyder Boxer syv HD Kanaler herunder TV2 HD, TV2 Film HD,TV2 Fri HD, TV3 HD, TV3 Sport HD, HD 5 og HD 6 såvel som de eksisterende DR HD kanaler, som er en integreret del af alle Boxers TV-pakker. Boxer er blevet ved med at justerer indholdet af kanaler i deres TV-pakker, og en del er blevet tilføjet siden såsom TV3 og TV3 Plus mens andre og mindre populære kanaler er blevet fjernet. 
For at læse mere om moderselskabet, Boxer TV Access, se artiklen Boxer TV Access.

## Produkter
Det er i dag muligt at vælge mellem fem TV-pakker, og for hver pakke er det muligt at supplere med "tilvalgskanaler"
- Boxer Mini
- Boxer Mix
- Boxer Max
- Boxer TV2 Pakken
- Boxer Flex 8

Boxer er forpligtet til at udbyde meget fleksible pakker, hvilket betyder at Boxer udover de almindelige pakker (Boxer Mini (7 kanaler), Boxer Mix (15 kanaler), Boxer Max (29 kanaler) and Boxer TV2 pakken (alle TV2's kanaler) , også tilbyder Flex 8, hvor kunden har mulighed for at vælge 8 kanaler ud af 27 forskellige kanaler, såvel som at det er muligt at købe en række tilvalgskanaler á la carte .
Boxer tilbyder også servicen Boxer Bio, som er en streamingtjeneste til film og TV-programmer, der også tillader seerne at optage udsendelserne. For at kunne modtage denne service er det nødvendigt at have en Boxer Bio Box. 
Siden 2011 har Boxer tilbudt et forudbetalt Tank Selv Kort. Tank Selv Kortet er ikke en del af det almindelige Boxerabonnement, men giver seerne mulighed for at modtage 25 kanaler indenfor den danske sendeflade. Kortet betales gennem et link på Boxers hjemmeside, og det er muligt at fylde kortet op med 1, 2 eller 3 måneders TV. Den første måned er inkluderet i kortets pris og kortet skal aktiveres inden brug. Det forudbetalte kort er en lidt dyrere måde at se betalings-TV på sammenlignet med et almindeligt abonnement, og det er ikke muligt at vælge tilvalgskanaler. Men for dansktalende personer i for eksempel det Tyske Flensborg, som har en stor dansktalende befolkning, er det den eneste mulighed for at se danske TV kanaler foruden de gratis kanaler. Det samme gælder kunder med offentlig gæld, der ikke har mulighed for at oprette en betalingsordning. Kortet bruges også af nogle kunder i Syd- og Vestsverige hovedsagligt i den tidligere danske provins Skåne.